# Papà mio!
Papà mio! (Say It with Songs) è un film del 1929 diretto da Lloyd Bacon.

## Trama
Joe Lane finisce in carcere per aver ucciso incidentalmente Arthur Phillips, il manager della stazione radio dove lavorava, dopo che l'uomo aveva insidiato sua moglie. Scontata la condanna, Joe - uscito di carcere - rivede Little Pal, il suo bambino: padre e figlio, riuniti, fuggono via per andare a vivere insieme. Ma Joe è povero e il ragazzo, per aiutarlo, si mette a vendere giornali. Un giorno, però, viene investito da un camion, restando paralizzato alle gambe e perdendo la voce. Il padre lo porta dal dottor Merrill che, dopo il divorzio, ha sposato la sua ex moglie: dietro la promessa che Joe rinuncerà al figlio restituendolo alla madre, il medico opera il ragazzo che recupera così l'uso delle gambe. Gli tornerà poi anche la voce, quando sentirà una registrazione del padre quando cantava alla radio. Mantenendo la promessa fatta, Joe se ne va via, accompagnato malinconicamente solo da una melodia che fischietta lungo la strada.

## Produzione
Il film fu prodotto dalla Warner Bros.

### Canzoni
- Little Pal, parole e musica di Al Jolson, Lew Brown, B. G. DeSylva e Ray Henderson
- I'm in Seventh Heaven, parole e musica di Al Jolson, Lew Brown, B. G. DeSylva e Ray Henderson
- Why Can't You?, parole e musica di Al Jolson, Lew Brown, B. G. DeSylva e Ray Henderson
- Used to You, parole e musica di Al Jolson, Lew Brown, B. G. DeSylva e Ray Henderson
- Back in Your Own Back Yard, parole e musica di Al Jolson, Billy Rose e Dave Dreyer
- I'm Ka-razy for You, parole e musica di Al Jolson, Billy Rose e Dave Dreyer
- Mem'ries of One Sweet Kiss, parole e musica di Al Jolson e Dave Dreyer

## Distribuzione
Il copyright del film, richiesto dalla WB, fu registrato il 2 agosto 1929 con il numero LP568.
Distribuito dalla Warner Bros., il film venne presentato in prima in versione sonora il 6 agosto 1929 uscendo poi nelle sale statunitensi il 24 agosto. A Los Angeles, fu presentato il 7 ottobre; il 19 ottobre, uscì in distribuzione anche la versione muta del film.